# Karger Publishers
Karger Publishers, nota anche come Karger Medical and Scientific Publishers e S. Karger AG, è una casa editrice accademica di libri e riviste scientifiche e mediche. L'attuale amministratore delegato è Daniel Ebneter.

## Storia
L'azienda fu fondata nel 1890 a Berlino da Samuel Karger,[1] che la diresse fino alla sua morte nel 1935. Suo figlio, Heinz Karger, guidò l'azienda fino alla sua morte nel 1959, e il figlio di Heinz (e nipote di Samuel) Thomas Karger ne assunse la direzione; a lui successe il figlio maggiore, Steven Karger, e, più recentemente, la figlia minore, Gabriella Karger, che ora governa la casa editrice.
La sua prima rivista medica, Dermatologische Zeitschrift (in seguito: Dermatologica e poi Dermatology) fu fondata nel 1893. L'azienda pubblicò opere di noti scienziati come Sigmund Freud. A causa delle pressioni politiche del regime nazista, nel 1937 l'azienda fu trasferita a Basilea, in Svizzera, perdendo così tutti gli autori e gli editori tedeschi. Ciò portò a una maggiore internazionalizzazione: la maggior parte dei titoli delle riviste passò dal tedesco al latino e gli articoli vennero pubblicati in tedesco, inglese, francese o italiano. Attualmente l'azienda pubblica oltre 95 riviste e più di 9.000 e-book.

## Riviste
Fra le riviste accademiche pubblicata dalla casa editrice si ricordano:
- Annals of Nutrition and Metabolism
- Blood Purification
- Brain, Behavior and Evolution
- Cardiology
- Caries Research
- Cells Tissues Organs
- Cerebrovascular Diseases
- Chemotherapy
- Cytogenetic and Genome Research
- Dermatology
- European Addiction Research
- European Neurology
- Folia Primatologica
- Gerontology
- Hormone Research in Paediatrics
- Intervirology
- Kidney and Blood Pressure Research
- Neonatology
- Neuroepidemiology
- Neuropsychobiology
- Ophthalmic Research
- Phonetica
- Psychopathology
- Psychotherapy and Psychosomatics
- Research in Complementary Medicine
- Skin Pharmacology and Physiology
- Stereotactic and Functional Neurosurgery.